# John Frederick Abercromby
John Frederick Abercromby (* 1861 in Felixstowe; † 1935 in Addington im Londoner Bezirk Croydon) war als britischer Golfarchitekt ein Hauptvertreter des Goldenen Zeitalters der Golfarchitektur.

## Leben und Werk
J. F. Abercromby wurde als Sohn eines Arztes geboren und praktizierte schon in jungen Jahren den Golfsport. Er brachte es bis zum Scratch-Golfer (Handicap 0) und spielte erfolgreich in Turnieren rund um London. „Aber“, so sein Spitzname, gehörte zu der Gruppe der bekannten Amateurgolfer, die Willie Park Jr. als Mitglied für seinen eigenen Platz in Huntercombe gewinnen konnte, der eine wichtige Keimzelle für die Entwicklung der Golfarchitektur wurde. Um die Jahrhundertwende heuerte ihn außerdem ein Investor als Privatsekretär an und beauftragte ihn einige Jahre später mit dem Bau eines Platzes im Stil von Sunningdale, Walton Heath und Woking.
Da Abercromby keinerlei praktische Erfahrungen im Golfplatzbau hatte, ließ er sich zunächst von Willie Park junior beraten. Im weiteren Verlauf übernahm er jedoch selbst die Verantwortung für den Heidelandkurs von Worplesdon, der 1908 eröffnet werden konnte. Dieser Erfolg bescherte dem Team einen zweiten bedeutenden Auftrag (Coombe Hill, 1909), wo Abercromby in einem Ballon aufstieg, um das beste Routing durch einen Wald zu finden. Damit war er vermutlich der erste, der bei der Sondierung des zur Verfügung stehenden Geländes die Perspektive von oben suchte – ein Verfahren, das heute zum Standardrepertoire eines Golfarchitekten gehört.
In der Folge hob er, ähnlich wie Willie Park junior zuvor in Huntercombe, ein eigenes Projekt aus der Taufe: The Addington (1912), welches heute als sein bester Platz gilt. Viele Jahre fungierte er als „wohlwollender Diktator“ des Clubs und verbesserte den Platz kontinuierlich. Außerdem fügte er noch einen zweiten Platz hinzu, dieser New Course existiert allerdings heute nicht mehr.
Nach dem Ersten Weltkrieg tat sich Abercromby mit Herbert Fowler und Tom Simpson zusammen, aber nur Knole Park (1924), der Old Course von Bovey Castle (1926) und Mill Hill (1927) können ihm sicher zugeschrieben werden. Trotz dieser im Vergleich zu anderen Golfarchitekten geringen Produktivität zählt Abercromby zu den bedeutenden Vertretern des goldenen Zeitalters, da er den neuen Stil mit seinen frühen Arbeiten maßgeblich prägte.